# Atletica leggera ai Giochi della XXXII Olimpiade - 100 metri piani femminili
Ai Giochi della XXXII Olimpiade la competizione dei 100 metri piani femminili si è svolta il 30 e 31 luglio 2021 presso lo Stadio nazionale di Tokyo.

## Presenze ed assenze delle campionesse in carica
| Competizione           | Atleta                  | Prestazione |             |
| ---------------------- | ----------------------- | ----------- | ----------- |
| Olimpiadi 2016         | Elaine Thompson         | 10"71       | Presente    |
| Commonwealth 2018      | Michelle-Lee Ahye       | 11"14       | Presente    |
| Europei 2018           | Dina Asher-Smith        | 10"85       | Presente    |
| Asiatici 2018          | Edidiong Odiong         | 11"30       | Assente     |
| Panamericani 2019      | Elaine Thompson         | 11"18       | Presente    |
| Africani 2019          | Marie-Josée Ta Lou      | 11"09       | Presente    |
| Mondiali 2019          | Shelly-Ann Fraser-Pryce | 10"71       | Presente    |
|                        |                         |             |             |
| Mondiali under 20 2018 | Briana Williams         | 11"16       | Non qualif. |

1. ↑  Di origine nigeriana.

Graduatoria mondiale
In base alla classifica della Federazione mondiale, le migliori atlete iscritte alla gara erano le seguenti:
| Pos. | Atleta                  | Punti | Note |
| ---- | ----------------------- | ----- | ---- |
| 1    | Shelly-Ann Fraser-Pryce | 1475  |      |
| 2    | Dina Asher-Smith        | 1438  |      |
| 3    | Marie-Josée Ta Lou      | 1404  |      |
| 4    | Elaine Thompson-Herah   | 1388  |      |

## La gara
La campionessa uscente Elaine Thompson sfreccia in batteria in 10”82. Marie-Josée Ta Lou (Costa d'Avorio) fa ancora meglio: 10”78. È il tempo più veloce mai ottenuto al primo turno di una competizione mondiale. Stabilisce il nuovo record africano.

Nella batteria della Thompson la svizzera Mujinga Kambundji, seconda, batte il record nazionale con 10”95. Poco dopo la connazionale Ajla del Ponte fa ancora meglio fermando i cronometri in 10”91.
Nella prima semifinale non scende in pista l'atleta nigeriana Blessing Okagbare. Si verrà a sapere che è risultata positiva a un test dell'ormone della crescita. Elaine Thompson vince la serie con 10”76. Dina Asher-Smith è terza e rimane fuori dalla finale. 

Marie-Josée Ta Lou vince la seconda serie (10”79 a pari merito con Shericka Jackson) e  Shelly-Ann Fraser si aggiudica la terza (10”73, miglior tempo).

Michelle-Lee Ahye (seconda serie) e Daryll Neita (terza serie) sono cronometrate con lo stesso tempo: 11”00. Sono ottava e nona, quindi una deve rimanere fuori dalla finale. La Neita la spunta per appena un millesimo.
In finale si allineano ai blocchi di partenza tre giamaicane, due svizzere, un'ivoriana, una statunitense ed una britannica.

Le migliori partono tutte bene. Nella fase lanciata Elaine Thompson sviluppa una velocità che non ha rivali e vince con le braccia alzate. Il suo tempo, 10”61 è il nuovo record nazionale. È migliore addirittura della prestazione di Florence Griffith ottenuta a Seul nel lontano 1988. La giamaicana iscrive il proprio nome nell'albo del record olimpico.
Shericka Jackson (10”76) ottiene il bronzo con il miglior tempo mai corso per la terza posizione.

La Giamaica occupa tutti i gradini del podio: è la seconda volta dopo Pechino 2008.

## Risultati

### Turni preliminari
Prendono parte ai turni preliminari le atlete che partecipano senza minimo di qualificazione. Le prime tre atlete di ogni batteria (Q) e la successiva atleta più veloce (q) si qualificano alle batterie.

#### Batteria 1
| Posizione | Corsia | Atleta                   | Nazionalità         | Tempo | Note                                     |
| --------- | ------ | ------------------------ | ------------------- | ----- | ---------------------------------------- |
| 1         | 6      | Natacha Ngoye Akamabi    | Rep. del Congo      | 11"47 | Q                                        |
| 2         | 8      | Maggie Barrie            | Sierra Leone        | 11"53 | Q                                        |
| 3         | 5      | Amya Clarke              | Saint Kitts e Nevis | 11"67 | Q                                        |
| 4         | 9      | Djénébou Danté           | Mali                | 12"12 | Miglior prestazione personale stagionale |
| 5         | 1      | Hadel Aboud              | Libia               | 12"70 | Miglior prestazione personale            |
| 6         | 2      | Bashair Obaid Al Manwari | Qatar               | 13"12 | Miglior prestazione personale            |
| 7         | 7      | Kimia Yousofi            | Afghanistan         | 13"29 | Record nazionale                         |
| 8         | 3      | Alba Rosana Mbo Nchama   | Guinea Equatoriale  | 13"36 | Miglior prestazione personale            |
| 9         | 4      | Amed Elna                | Comore              | 14"30 | Miglior prestazione personale            |

#### Batteria 2
| Posizione | Corsia | Atleta               | Nazionalità    | Tempo | Note                                     |
| --------- | ------ | -------------------- | -------------- | ----- | ---------------------------------------- |
| 1         | 3      | Farzaneh Fasihi      | Iran           | 11"76 | Q                                        |
| 2         | 8      | Azreen Nabila Alias  | Malaysia       | 11"77 | Q                                        |
| 3         | 4      | Mudhawi Alshammari   | Kuwait         | 11"82 | Q                                        |
| 4         | 5      | Regine Tugade-Watson | Guam           | 12"17 | Miglior prestazione personale stagionale |
| 5         | 7      | Charlotte Afiat      | Monaco         | 12"35 |                                          |
| 6         | 9      | Silina Pha Aphay     | Laos           | 12"41 | Miglior prestazione personale stagionale |
| 7         | 6      | Hsieh Hsi-en         | Taipei cinese  | 12"49 | Miglior prestazione personale            |
| 8         | 2      | Sarswati Chaudhary   | Nepal          | 12"91 | Miglior prestazione personale stagionale |
| 9         | 1      | Yasmeen Aldabbagh    | Arabia Saudita | 13"34 |                                          |

#### Batteria 3
| Posizione | Corsia | Atleta             | Nazionalità       | Tempo | Note                          |
| --------- | ------ | ------------------ | ----------------- | ----- | ----------------------------- |
| 1         | 9      | Joella Lloyd       | Antigua e Barbuda | 11"55 | Q                             |
| 2         | 5      | Asimenye Simwaka   | Malawi            | 11"76 | Q                             |
| 3         | 7      | Alvin Tehupeiory   | Indonesia         | 11"89 | Q                             |
| 4         | 1      | Carla Scicluna     | Malta             | 12"11 | q                             |
| 5         | 4      | Hanna Barakat      | Palestina         | 12"16 | Record nazionale              |
| 6         | 8      | Mazoon Al Alawi    | Oman              | 12"35 |                               |
| 7         | 3      | Aissata Denn Conte | Guinea            | 12"43 | Miglior prestazione personale |
| 8         | 6      | Matie Stanley      | Tuvalu            | 14"52 | Miglior prestazione personale |
| 9         | 2      | Houleye Ba         | Mauritania        | 15"26 | Miglior prestazione personale |

### Batterie
Le prime tre atlete di ogni batteria (Q) e le successive tre più veloci (q) si qualificano alle semifinali.

#### Batteria 1
| Posizione | Corsia | Atleta                | Nazionalità       | Tempo | Note                                     |
| --------- | ------ | --------------------- | ----------------- | ----- | ---------------------------------------- |
| 1         | 5      | Teahna Daniels        | Stati Uniti       | 11"04 | Q                                        |
| 2         | 4      | Dina Asher-Smith      | Gran Bretagna     | 11"07 | Q                                        |
| 3         | 8      | Murielle Ahouré       | Costa d'Avorio    | 11"16 | Q                                        |
| 4         | 7      | Ge Manqi              | Cina              | 11"20 | q                                        |
| 5         | 6      | Salomé Kora           | Svizzera          | 11"25 |                                          |
| 6         | 9      | Marije van Hunenstijn | Paesi Bassi       | 11"27 | Miglior prestazione personale stagionale |
| 7         | 2      | Joella Lloyd          | Antigua e Barbuda | 11"54 |                                          |
| 8         | 3      | Asimenye Simwaka      | Malawi            | 11"68 | Record nazionale                         |

#### Batteria 2
| Posizione | Corsia | Atleta                | Nazionalità       | Tempo | Note                                     |
| --------- | ------ | --------------------- | ----------------- | ----- | ---------------------------------------- |
| 1         | 7      | Elaine Thompson-Herah | Giamaica          | 10"82 | Q                                        |
| 2         | 5      | Mujinga Kambundji     | Svizzera          | 10"95 | Q                                        |
| 3         | 6      | Tatjana Pinto         | Germania          | 11"16 | Q                                        |
| 4         | 4      | Khamica Bingham       | Canada            | 11"21 | q                                        |
| 5         | 3      | Rosângela Santos      | Brasile           | 11"33 | Miglior prestazione personale stagionale |
| 6         | 9      | Kelly-Ann Baptiste    | Trinidad e Tobago | 11"48 |                                          |
| 7         | 8      | Vittoria Fontana      | Italia            | 11"53 |                                          |
| 8         | 2      | Alvin Tehupeiory      | Indonesia         | 11"92 |                                          |

#### Batteria 3
| Posizione | Corsia | Atleta              | Nazionalità  | Tempo | Note                                     |
| --------- | ------ | ------------------- | ------------ | ----- | ---------------------------------------- |
| 1         | 4      | Alexandra Burghardt | Germania     | 11"08 | Q                                        |
| 2         | 6      | Javianne Oliver     | Stati Uniti  | 11"15 | Q                                        |
| 3         | 9      | Anna Bongiorni      | Italia       | 11"35 | Q                                        |
| 4         | 7      | Roda Njobvu         | Zambia       | 11"40 | (.394)                                   |
| 5         | 8      | Liang Xiaojing      | Cina         | 11"40 | (.396)                                   |
| 6         | 5      | Tristan Evelyn      | Barbados     | 11"42 |                                          |
| 7         | 3      | Margaret Barrie     | Sierra Leone | 11"45 | Miglior prestazione personale stagionale |
| 8         | 2      | Farzaneh Fasihi     | Iran         | 11"79 |                                          |

#### Batteria 4
| Posizione | Corsia | Atleta                | Nazionalità         | Tempo | Note                                     |
| --------- | ------ | --------------------- | ------------------- | ----- | ---------------------------------------- |
| 1         | 4      | Marie-Josée Ta Lou    | Costa d'Avorio      | 10"78 | Q                                        |
| 2         | 7      | Daryll Neita          | Gran Bretagna       | 10"96 | Q                                        |
| 3         | 5      | Crystal Emmanuel      | Canada              | 11"18 | Q                                        |
| 4         | 6      | Lorene Dorcas Bazolo  | Portogallo          | 11"31 |                                          |
| 5         | 3      | Maja Mihalinec Zidar  | Slovenia            | 11"54 | Miglior prestazione personale stagionale |
| 6         | 9      | Ángela Tenorio        | Ecuador             | 11"59 |                                          |
| 7         | 2      | Amya Clarke           | Saint Kitts e Nevis | 11"71 |                                          |
| -         | 8      | Vitória Cristina Rosa | Brasile             | dns   |                                          |

#### Batteria 5
| Posizione | Corsia | Atleta                  | Nazionalità | Tempo | Note |
| --------- | ------ | ----------------------- | ----------- | ----- | ---- |
| 1         | 4      | Shelly-Ann Fraser-Pryce | Giamaica    | 10"84 | Q    |
| 2         | 5      | Ajla del Ponte          | Svizzera    | 10"91 | Q    |
| 3         | 6      | Nzubechi Grace Nwokocha | Nigeria     | 11"00 | Q    |
| 4         | 7      | Gina Bass               | Gambia      | 11"12 | q    |
| 5         | 2      | Rafaéla Spanoudaki      | Grecia      | 11.45 |      |
| 6         | 8      | Inna Eftimova           | Bulgaria    | 11"46 |      |
| 7         | 9      | Dutee Chand             | India       | 11"54 |      |
| 8         | 3      | Carla Scicluna          | Malta       | 12"16 |      |

#### Batteria 6
| Posizione | Corsia | Atleta                | Nazionalità    | Tempo | Note |
| --------- | ------ | --------------------- | -------------- | ----- | ---- |
| 1         | 7      | Blessing Okagbare     | Nigeria        | 11"05 | Q    |
| 2         | 5      | Asha Philip           | Gran Bretagna  | 11"31 | Q    |
| 3         | 6      | Tynia Gaither         | Bahamas        | 11"34 | Q    |
| 4         | 9      | Kryscina Cimanoŭskaja | Bielorussia    | 11"47 |      |
| 5         | 8      | María Isabel Pérez    | Spagna         | 11"51 |      |
| 6         | 3      | Natacha Ngoye Akamabi | Rep. del Congo | 11"52 |      |
| 7         | 2      | Azreen Nabila Alias   | Malaysia       | 11"91 |      |

#### Batteria 7
| Posizione | Corsia | Atleta              | Nazionalità       | Tempo | Note                                     |
| --------- | ------ | ------------------- | ----------------- | ----- | ---------------------------------------- |
| 1         | 6      | Michelle-Lee Ahye   | Trinidad e Tobago | 11"06 | Q                                        |
| 2         | 5      | Shericka Jackson    | Giamaica          | 11"07 | Q                                        |
| 3         | 7      | Jenna Prandini      | Stati Uniti       | 11"11 | Q                                        |
| 4         | 8      | Diana Vaisman       | Israele           | 11"27 | Miglior prestazione personale stagionale |
| 5         | 4      | Hana Basic          | Australia         | 11"32 |                                          |
| 6         | 2      | Wei Yongli          | Cina              | 11"48 | Miglior prestazione personale stagionale |
| 7         | 9      | Jasmine Abrams      | Guyana            | 11"49 |                                          |
| 8         | 3      | Mudhawi Al-Shammari | Kuwait            | 11"81 |                                          |

### Semifinali
Le prime due atlete di ogni batteria (Q) e le successive due più veloci (q) si qualificano alla finale.

#### Semifinale 1
Nella prima semifinale avrebbe dovuto correre anche l'atleta nigeriana Blessing Okagbare, che è però stata sospesa dai Giochi in seguito all'esito positivo di un test dell'ormone della crescita.
| Posizione | Corsia | Atleta                | Nazionalità   | Tempo | Note                                     |
| --------- | ------ | --------------------- | ------------- | ----- | ---------------------------------------- |
| 1         | 4      | Elaine Thompson-Herah | Giamaica      | 10"76 | Q                                        |
| 2         | 6      | Ajla del Ponte        | Svizzera      | 11"01 | Q                                        |
| 3         | 7      | Dina Asher-Smith      | Gran Bretagna | 11"05 |                                          |
| 4         | 8      | Jenna Prandini        | Stati Uniti   | 11"11 | Miglior prestazione personale stagionale |
| 5         | 2      | Khamica Bingham       | Canada        | 11"22 |                                          |
| 6         | 3      | Tynia Gaither         | Bahamas       | 11"31 |                                          |
| 7         | 9      | Tatjana Pinto         | Germania      | 11"35 |                                          |

#### Semifinale 2
| Posizione | Corsia | Atleta              | Nazionalità       | Tempo | Note                                     |
| --------- | ------ | ------------------- | ----------------- | ----- | ---------------------------------------- |
| 1         | 5      | Marie-Josée Ta Lou  | Costa d'Avorio    | 10"79 | Q                                        |
| 2         | 6      | Shericka Jackson    | Giamaica          | 10"79 | Q                                        |
| 3         | 4      | Michelle-Lee Ahye   | Trinidad e Tobago | 11"00 | Miglior prestazione personale stagionale |
| 4         | 7      | Alexandra Burghardt | Germania          | 11"07 |                                          |
| 5         | 9      | Javianne Oliver     | Stati Uniti       | 11"08 |                                          |
| 6         | 2      | Crystal Emmanuel    | Canada            | 11"21 |                                          |
| 7         | 3      | Ge Manqi            | Cina              | 11"22 |                                          |
| 8         | 8      | Asha Philip         | Gran Bretagna     | 11"30 |                                          |

#### Semifinale 3
| Posizione | Corsia | Atleta                  | Nazionalità    | Tempo | Note |
| --------- | ------ | ----------------------- | -------------- | ----- | ---- |
| 1         | 5      | Shelly-Ann Fraser-Pryce | Giamaica       | 10"73 | Q    |
| 2         | 7      | Mujinga Kambundji       | Svizzera       | 10"96 | Q    |
| 3         | 6      | Teahna Daniels          | Stati Uniti    | 10"98 | q    |
| 4         | 4      | Daryll Neita            | Gran Bretagna  | 11"00 | q    |
| 5         | 9      | Nzubechi Grace Nwokocha | Nigeria        | 11"07 |      |
| 6         | 2      | Gina Bass               | Gambia         | 11"16 |      |
| 7         | 8      | Murielle Ahouré         | Costa d'Avorio | 11"28 |      |
| 8         | 3      | Anna Bongiorni          | Italia         | 11"38 |      |

### Finale

Video ufficiale della Finale

| Record mondiale      | Florence Griffith       | 10"49 | Indianapolis | 16 luglio 1988    |
| Record olimpico      | Florence Griffith       | 10"62 | Seul         | 24 settembre 1988 |
| Capolista stagionale | Shelly-Ann Fraser-Pryce | 10"63 | Kingston     | 3 luglio 2016     |

Sabato 31 luglio, ore 21:50
| Posizione | Corsia | Atleta                  | Nazionalità    | Tempo | Note                          |
| --------- | ------ | ----------------------- | -------------- | ----- | ----------------------------- |
|           | 4      | Elaine Thompson-Herah   | Giamaica       | 10"61 | Record olimpico               |
|           | 5      | Shelly-Ann Fraser-Pryce | Giamaica       | 10"74 |                               |
|           | 7      | Shericka Jackson        | Giamaica       | 10"76 | Miglior prestazione personale |
| 4         | 6      | Marie-Josée Ta Lou      | Costa d'Avorio | 10"91 |                               |
| 5         | 8      | Ajla Del Ponte          | Svizzera       | 10"97 |                               |
| 6         | 9      | Mujinga Kambundji       | Svizzera       | 10"99 |                               |
| 7         | 3      | Teahna Daniels          | Stati Uniti    | 11"02 |                               |
| 8         | 2      | Daryll Neita            | Gran Bretagna  | 11"12 |                               |